# روسین رد
روسین رد (به انگلیسی: Russian Red) با نام کامل لوردس هرناندز گونزالس (به انگلیسی: Lourdes Hernández González)(زاده ۲۰ نوامبر ۱۹۸۵) خواننده و ترانه‌سرا اسپانیایی است.